# Via Sacra do Bom Jesus
A Via Sacra do Bom Jesus localiza-se no Santuário do Bom Jesus do Monte, na freguesia de Tenões, na cidade e município de Braga, distrito de mesmo nome, em Portugal. Representa os passos da Via Sacra, sendo constituída por 17 capelas e a Igreja do Bom Jesus.
Das 17 capelas, 8 são octogonais, 6 hexagonais e 3 quadradas.

## História
A iniciativa da construção da Via Sacra foi do arcebispo de Braga, D. Rodrigo de Moura Teles.
Originalmente todas as capelas dos Passos da Paixão eram uniformes na sua arquitectura: um edifício cúbico com uma porta, encimado por uma pirâmide quadrada com uma esfera no vértice. Por cima da porta encontrava-se o brasão de armas do arcebispo.
Das capelas originais apenas restam três. As demais foram reconstruídas segundo o modelo "guaritas de sentinela", com planta em forma de octógono ou hexágono.

## Via Sacra
A Via Sacra do Bom Jesus é constituída pelas seguintes capelas e igreja:

### Escadórios do Bom Jesus
As primeiras 10 capelas localizam-se ao longo dos Escadórios do Bom Jesus.

#### Capela da Última Ceia ou Cenáculo

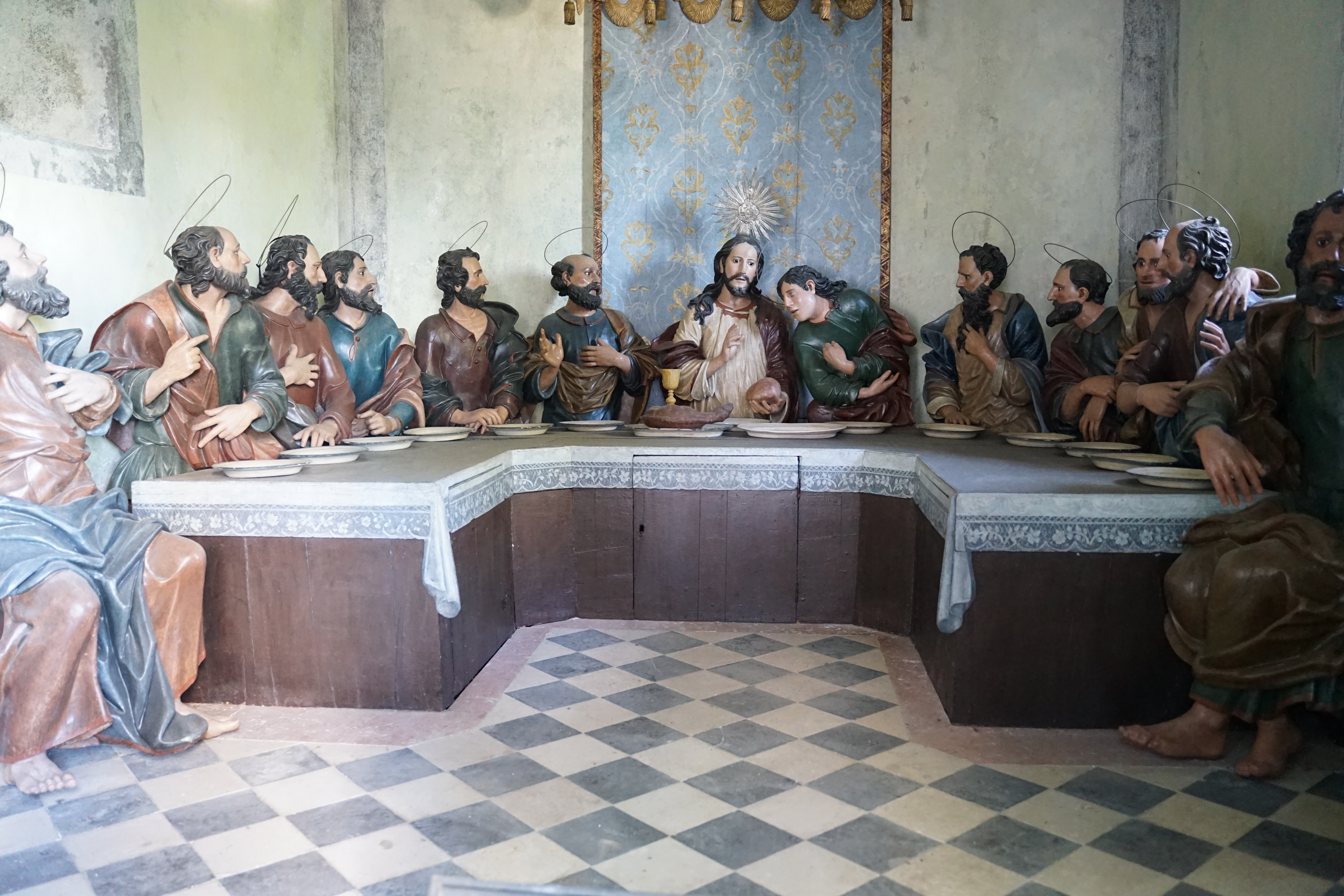

Capela quadrada situada junto ao Pórtico do Bom Jesus.
Aqui está representada, em imagens de tamanho natural, a Última Ceia. Na frente da capela encontra-se a inscrição: "Coena facta... accepit Jesus panen... et ait... commedite: Hoc est corpus meum. Joan. 13, 2. Math. 26, 26" ("Acabada a ceia... tomou Jesus o pão... e diz comei: este é o meu corpo.")

#### Capela da Agonia ou do Horto
Capela quadrada situada junto ao Pórtico do Bom Jesus.
Aqui está representado o episódio do Monte das Oliveiras, com a inscrição: "Factus in agonia prolixius orabat. Luc. 22, 43" ("Posto em agonia, orava com mais fervor.")

#### Capela da Prisão ou Traição
Capela octogonal situada junto à fonte de Diana.
Aqui está representada a traição de Judas, e a inscrição reza: "Manus injecerunt in Jesum, et tenuerunt eum. Math. 26, 50" ("Lançaram as mãos a Jesus e o prenderam.")

#### Capela das Trevas
Capela octogonal situada junto à fonte de Marte.
A capela tem uma só figura de Jesus Cristo, sentado numa pedra, com os pulsos presos e os olhos vendados, da autoria de Evangelista Vieira. A inscrição reza: "Tunc expuerunt in facien ejus... alh auten palmas in faciem ejus dederunt. Math. 26, 67." ("Então uns lhe cuspiram no rosto... e outros lhe deram bofetadas.")

#### Capela da Flagelação ou dos açoites
Capela octogonal localizada junto à fonte de Mercúrio.
É considerada uma obra incompleta e de má qualidade de autoria de Fonseca Lapa, escultor de Vila Nova de Gaia. A figura representa Cristo atado a uma coluna. A inscrição rez: "Apprehendit Pilatus Jesum, et flagelavit. Joan. 19, 1" ("Prendeu Pilatos a Jesus, e o fez açoutar.")

#### Capela da Coroação de espinhos
Capela octogonal situada junto à fonte de Saturno.
O quadro é formado por um conjunto de três figuras, obra do escultor Evangelista Vieira. A inscrição reza: "Exivit Jesus portans coronam spineam. Joan. 19, 5." ("Saíu Jesus trazendo a coroa de espinhos.")

#### Capela do Pretório
Capela octogonal, situada no miradouro dos escadórios.
O quadro escultórico representa o pretório de Pilatos, quando apresenta Jesus: "Ecce Homo". As duas esculturas, em tamanho natural, são de Evangelista Vieira. Por cima da porta a inscrição: "Exivit... Pilatus foras, et dicit... ecce homo. Joan. 19, 4, 5." ("Saiu... Pilatos fora e disse... eis o homem.")

#### Capela do Caminho do calvário
Capela octogonal, situada no miradouro dos escadórios.
Está representado Cristo levando aos ombros a cruz, arrastado por um soldado romano e seguido por Cireneu e várias mulheres. A inscrição reza: "Bajulans sibi crucem exivit in... calvariae locum. Joan. 19, 5." ("Levando a cruz às costas, saiu para... o lugar do calvário.")

#### Capela das Quedas
Capela hexagonal, situada no início dos escadórios dos 5 sentidos.
O quadro escultórico mostra o momento em que Jesus cai sob o peso da cruz e Cireneu ampara-lhe o madeiro. Ambas as esculturas são de Evangelista Vieira. Na porta a incrição: "Et venerunt in locum qui dicitur golgotha. Math. 27, 33." ("E vieram a um lugar chamado Gólgota.")

#### Cruxificação
Capela hexagonal, situada no início dos escadórios dos 5 sentidos.
As imagens desta capela são as originais do século XVIII. A inscrição reza: "Erat autem hora tertia, et crucifixerunt eum. Marc. 15, 25" ("Era a hora da terça quando o crucificaram.")

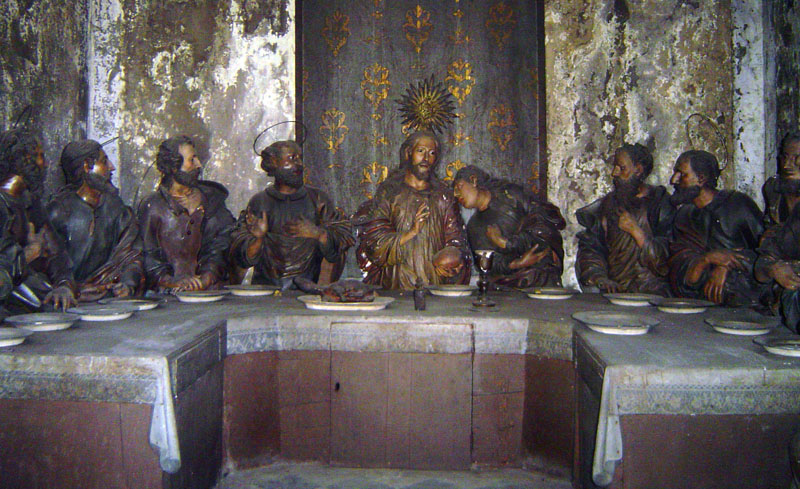
Cenário da Última Ceia
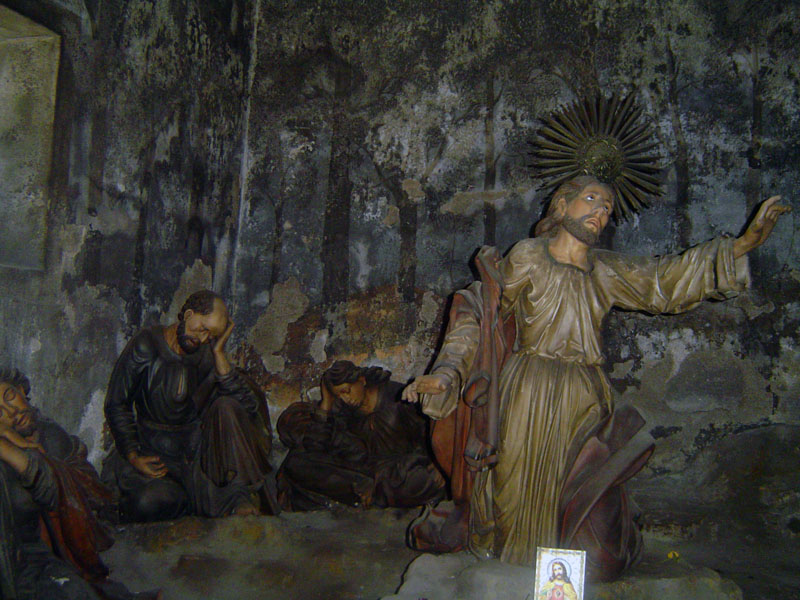
Monte das Oliveiras
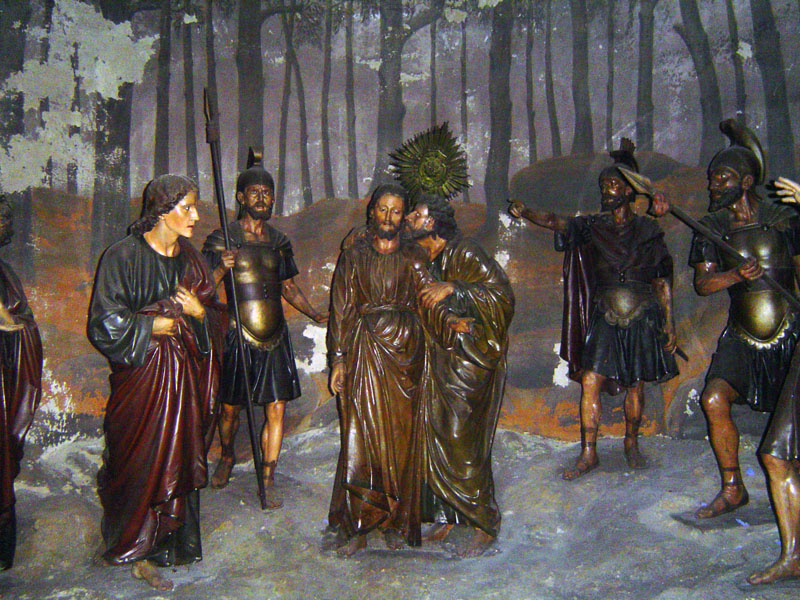
O Beijo de Judas
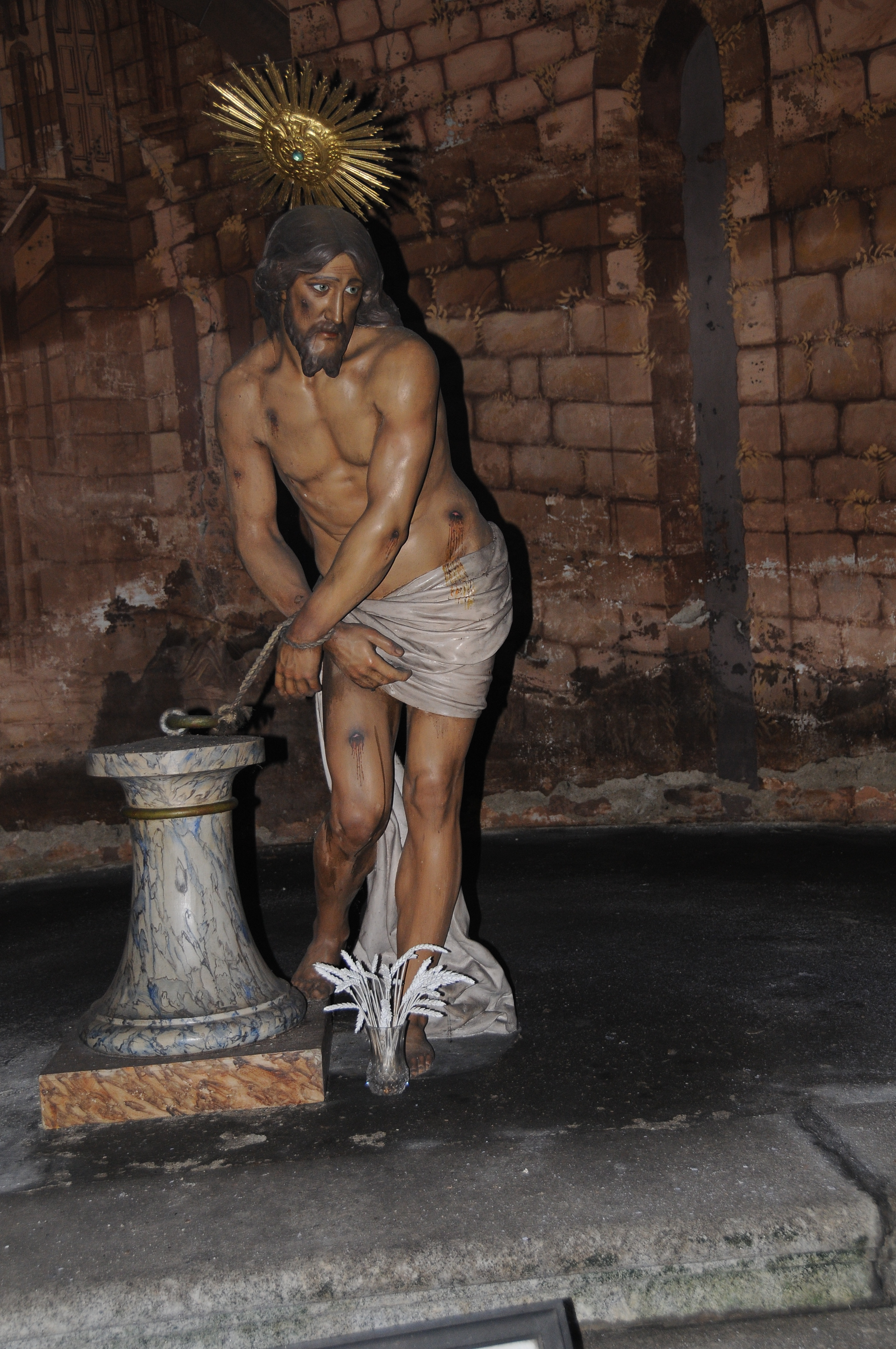
Flagelação (Açoutes)
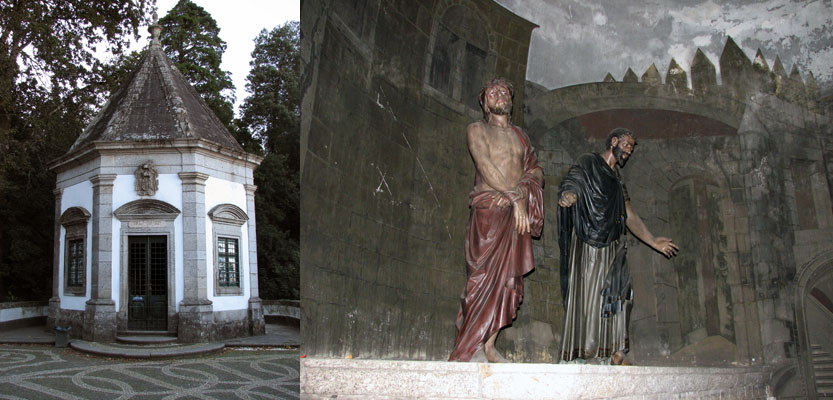
Capela do Pretório
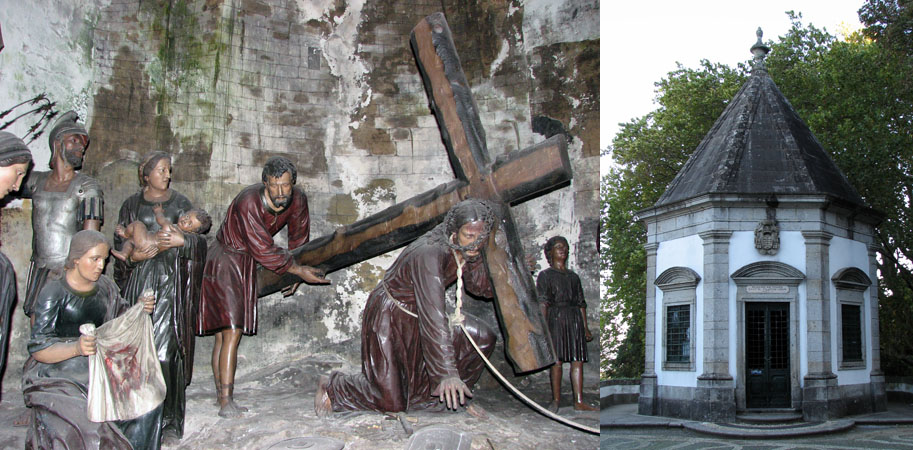
Caminho do Calvário
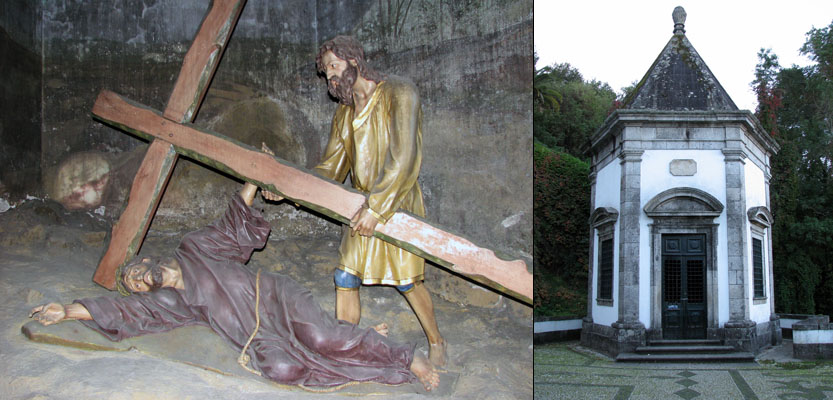
A Queda
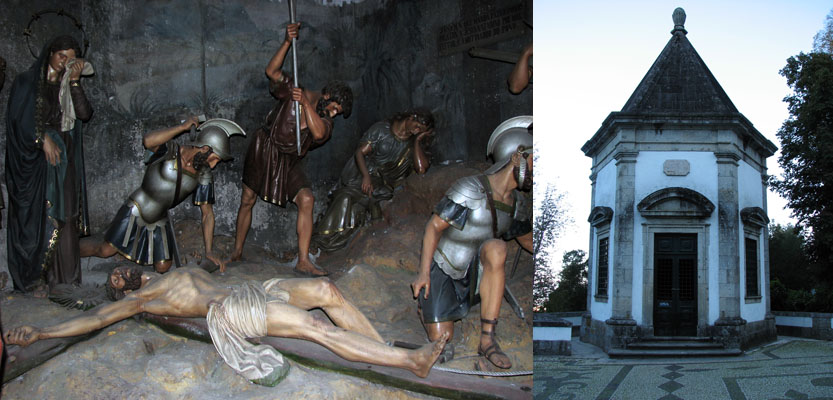
Capela da Crucificação de Jesus

### Terreiro de Moisés
No Terreiro de Moisés encontram-se duas capelas. A sul, a capela da Elevação e, a norte, a capela do Descimento, ambas com esculturas em madeira de Fonseca Lapa:

#### Elevação
Capela octogonal.
O grupo representa Cristo pregado na cruz, a ser erguido sobre o calvário. Na portada a inscrição reza: "Et ego exaltatus fuero a terra, omnia traham ad me ipsum. Joan. 12, 32." ("E quando eu for levantado da terra, todas as coisas atrairei a mim.")

#### Descida
Capela octogonal.
Aqui, a inscrição reza: "Deponentes eum de ligno. Act. Apost. C. 13, v. 20." ("Tirando-o do madeiro.")

### Basílica do Bom Jesus
Na Basílica do Bom Jesus está representado Cristo crucificado.

### Últimas capelas
A via sacra prossegue, num novo lanço de escadas, que seguem no Parque do Bom Jesus.

#### Unção ou das Lágrimas
Capela hexagonal.
O conjunto escultórico representa a unção de Jesus antes de ser sepultado. Aqui se encontram Maria, Cléofas, Verónica, Maria Salomé, Maria Madalena, São João, quatro varões e um centurião romano.

#### Ressurreição
Capela quadrada, situada nas escadas que ligam o adro ao Terreiro dos Evangelistas.
Representa o ressuscitar de Jesus enquanto os guardas dormem. A imagem é da autoria do escultor bracarense João Gambino.

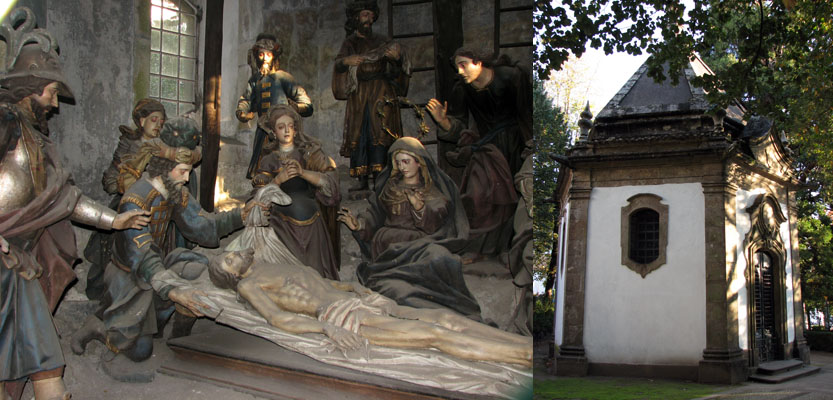
Capela da Unção
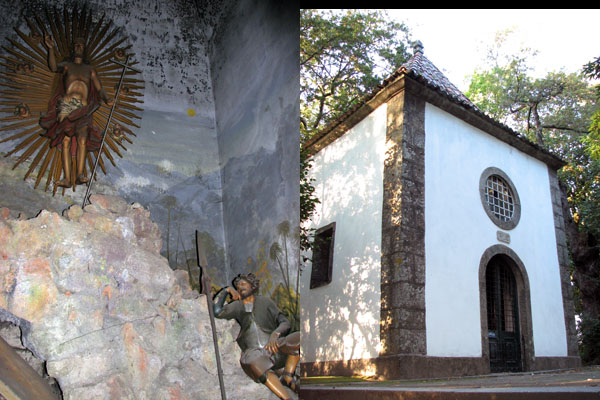
Capela da Ressurreição

### Terreiro dos Evangelistas
A Via Sacra culmina no Terreiro dos Evangelistas, uma praça octagonal rodeada de árvores e adornada com fontes, estátuas, e onde se encontram as últimas três capelas, tendo ao centro um chafariz ornamental.

#### Capela da Aparição a santa Maria Madalena
Capela hexagonal.
Representa a aparição de Cristo a Maria Madalena, tendo sobre a porta a inscrição: "Apparuit primo Mariae Magdalenae. Marc. C. 16, 9." ("Apareceu primeiro a Maria Madalena")

#### Capela do Encontro de Emaús
Capela hexagonal.
A capela da Casa de Emaús destaca-se por representar o interior de uma casa burguesa do século XVIII, vendo-se Cristo sentado à mesa. A inscrição reza: "Cognoverunt eum in fractione panis. Luc. 24, 35" ("Conheceram-no ao partir do pão.")

#### Capela da Ascensão
Capela hexagonal.
Mais alta e mais espaçosa que as restantes, a última capela representa a ascensão de Jesus Cristo aos céus, numa nuvem cercada de anjos, no monte das Oliveiras. Trata-se de um numeroso grupo, em que a Virgem e os apóstolos seguem a subida. A capela foi construída no século XVIII e, na cornija, a inscrição reza: "Assumptus est in coelum" ("Subiu ao Céu.")

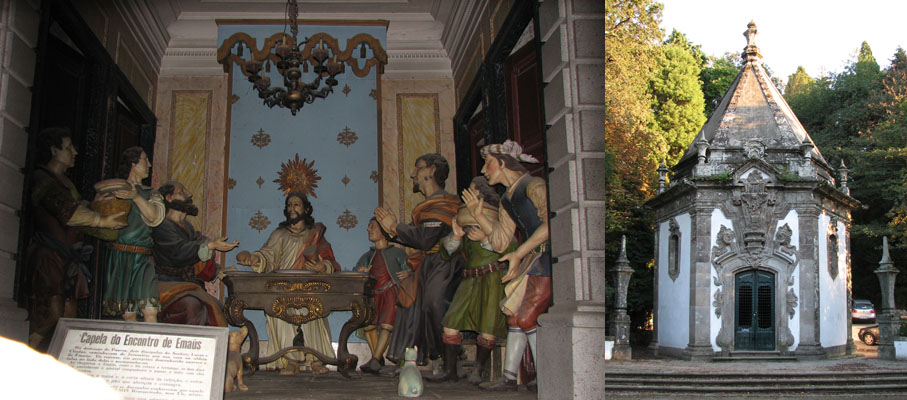
Capela de Emaús
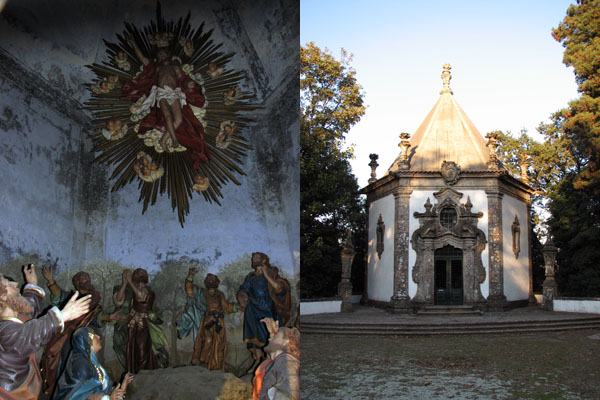
Capela da Ascensão